# Strada statale 750 della Foresta Umbra
La strada statale 750 della Foresta Umbra (SS 750), già strada statale 528 della Foresta Umbra (SS 528) dal 1967 al 2001, strada provinciale 144 della Foresta Umbra (SP 144) dal 2001 al 2018 e nuova strada ANAS 541 SP 144 (NSA 541) dal 2018 al 2019, è una strada statale italiana il cui percorso si sviluppa nel Gargano.

## Percorso
La strada ha origine dall'innesto con la strada statale 693 dei Laghi di Lesina e Varano a pochi chilometri di distanza da Vico del Gargano. Il percorso si presenta da subito ricco di tornanti, necessari per colmare il dislivello che intercorre con il tratto finale, dove si innesta sulla strada statale 89 Garganica nei pressi di San Menaio a pochi metri dalla costa.

## Storia
La strada ha fatto parte dal 1967 al 2001 della strada statale 528 della Foresta Umbra, di cui costituiva il tratto iniziale.
Successivamente declassificata a strada provinciale e ridenominata come strada provinciale 144 della Foresta Umbra (SP 144), diventa oggetto del cosiddetto piano Rientro strade, per cui la competenza è passata all'ANAS il 21 settembre 2018 la quale la ha provvisoriamente classificata come nuova strada ANAS 541 SP 144 (NSA 541).
La strada ha ottenuto la classificazione attuale nel corso del 2019 con i seguenti capisaldi di itinerario: "Innesto con la SS 89 (km 76+270) presso San Menaio - Innesto con la SS 693 (km 60+400) presso Vico del Gargano".